# 18939 Саріансель
18939 Саріансель (18939 Sariancel) — астероїд головного поясу, відкритий 24 серпня 2000 року.
Тіссеранів параметр щодо Юпітера — 3,207.